# هندودر
هندودَر (Hendudar) شهری کوچک در قسمت جنوبی استان مرکزی و مرکز بخش سربند به‌شمار می‌آید. در بخش سربند بیش از ۹۰ روستای کوچک و بزرگ تابعه شهر هندودر می‌باشد. از نظر آب و هوایی زمستانهای بسیار سرد که گاهی دمای این منطقه در زمستان به منفی ۲۰ درجه نیز می‌رسد و تابستان‌های بسیار مطبوع دارد و این منطقه را با توجه به پتانسیل بالایی که دارد به یکی از قطبهای گردشگری استان مرکزی تبدیل کرده است. این منطقه از امکانات تفریحی و گردشگری بالایی برخوردار است.تاریخ پیدایش این منطقه مشخص نیست اما در بسیاری از اسناد تاریخی نوشته شده که این منطقه بارها به دلایلی تخریب و توسط مردم بومی این منطقه بازسازی شده است.

## زبان
امروزه از نظر گویش ساکنین این شهر به زبان لری و ترکی تکلم می‌کنند.

## جمعیت
بر پایه سرشماری عمومی نفوس و مسکن در سال ۱۳۹۵ جمعیت این شهر ۵۰۰۰ نفر (نزدیک ۱۰۰۰ خانوار) بوده است. بیشتر افراد متولد این منطقه و جوانان برای ایجاد کسب و کار خود به شهرهای بزرگ و صنعتی مهاجرت نمودند و شیب رشد جمعیتی در چند سال ثابت و حتی منفی گزارش شده است.

## اماکن گردشی و آموزشی
در این شهر مراکز تفریحی تابستانی و زمستانی شامل پیست اسکی و دریاچه و "پیست موتور سواری (کراس)" و " سکوهای پرواز پاراگلایدر " و " جنگل بلوط " و "شهر بازی پارک شادی" و "رودخانه چهارفصل" و "سد کمال صالح "قرار دارد.
سد هندودر از مناطق مهم پرورش ماهی و ماهی‌گیری در استان مرکزی است
از نظر آموزشی تمامی مقاطع تحصیلی و دبیرستانهای شبانه‌روزی دخترانه و پسرانه در این شهر دایر بود و خدمات آموزشی به دانش آموزان منطقه و اطراف ارائه می‌دهند.